# Dienstenmarketing
Dienstenmarketing, vaak ook met de Engels klinkende term service marketing aangeduid, richt zich specifiek op de marketing van diensten. De term service marketing sluit het meest aan bij het Engelse services marketing. Voorbeelden van diensten waar service marketing relevant voor kan zijn zijn advocatuur, adviseurs, banken, restaurants, hotels, kappers, retailers, gezondheidszorg, enzovoorts. De uiteenlopendheid van deze diensten is een indicatie voor de breedte van deze marketingdiscipline.

## Geschiedenis
Fisk, Brown en Bitner (1993) onderscheiden in hun literatuurstudie drie perioden van onderzoek naar service marketing:
1. 1953-1979, waarin de nadruk er vooral op lag service marketing te legitimeren als wetenschappelijke discipline. Het systematisch in kaart brengen van verschillen tussen goederen en diensten markeert het einde van deze fase.
2. 1980-1985, waarin vooral de consequenties van het onderscheid tussen goederen en diensten onderzocht werden
3. 1986-1993, volwassenheid van de discipline, waarbij de nadruk in de wetenschap vooral op methodologische ontwikkelingen omtrent servicekwaliteit kwam te liggen.

### Eerste fase
In de eerste fase moesten wetenschappers zich vaak verdedigen tegen de kritiek, dat er eigenlijk niets nieuws aan service marketing was en het meer de toepassing van bekende mechanismen in een bepaalde industrie betrof. Bij gebrek aan specifieke service marketing journals was het niet eenvoudig voor wetenschappers om hun werk gepubliceerd te krijgen. Het einde van deze eerste fase werd gemarkeerd door onder anderen Zeithaml en Levitt.

### Tweede fase
Vanaf 1980 realiseerde een toenemend aantal marketingwetenschappers zich dat het aandeel van de dienstensector in de economie sterk toenam. Tegelijkertijd bleek dat veel van de traditionele marketinginzichten vooral van toepassing waren op productmarketing en niet op de marketing van diensten. De voornaamste wetenschappelijke bijdragen in deze periode waren vooral gericht op het aangeven van de consequenties van de verschillen tussen goederen en diensten voor het marketingbeleid.

### Derde fase
De nadruk in de derde fase in het verbeteren van de methodologische onderbouwing van servicemarketingonderzoek. Een grote stap betreft de introductie van het SERVQUAL-model. Hiermee werd het gestructureerd meten van de kwaliteit van dienstverlening mogelijk, hetgeen een verregaande professionaliseringsslag in de dienstensector ondersteunde.

## Verschil tussen goederen en diensten
Aan het begin van de eenentwintigste eeuw waren de meeste academici ervan overtuigd dat er geen duidelijke afbakening tussen goederen en diensten is. Al in 1981 presenteerde Zeithaml een continuüm van goederen aan de ene kant en diensten aan de andere kant. Het aanwezig zijn van een onderscheid tussen goederen en diensten vormde de legitimatie om service marketing als een apart gebied binnen marketing te zien.
Enkele van de verschillen die een dergelijke indeling mogelijk maken zijn:
- Goederen zijn tastbaar en diensten niet.
- Geen voorraad, diensten kunnen niet opgeslagen worden.
- Diensten zijn doorgaans een coproductie, de klant moet aanwezig zijn en soms zelfs intensief meewerken (opleiding: een student moet wel studeren en van patiënten wordt in toenemende mate een actieve en constructieve rol verlangd).
- Bij diensten moeten veel faciliteiten dicht bij de klant geïnstalleerd zijn, bij producten juist dicht bij het fabricageproces. Het vervaardigen van producten is daardoor vaak kapitaalintensief; het leveren van diensten juist arbeidsintensief.
- De evoked set is voor goederen groter dan bij diensten.
- Het gepercipieerde risico is voor diensten groter dan voor goederen

Bitner en Booms breidde daarop de traditionele 4 P's uit de marketingmix uit met drie additionele P's, namelijk People (mensen), Physical evidence (fysieke 'bewijs') en Processes (processen).

## Dienstenmarketingmix
Zeithaml en Bitner  identificeren 7P´s in de dienstenmarketingmix. De eerste vier zijn gelijk aan die van de standaard marketingmix. De laatste 3 zijn toegevoegd aan dienstenmarketing:
1. Product
2. Plaats
3. Promotie
4. Prijs
5. People: Zowel personeel als klanten.
6. Physical Evidence: Alles van visitekaartjes en een website, tot het bord op de gevel, de inrichting van het kantoor en het personeelsuniform.
7. Process: Oftewel het proces van de dienstverlening in alle aspecten.

## Overige aandachtsgebieden
Furrer en Sollberger geven een overzicht van de verschillende actuele thema's in servicemarketingonderzoek. Ze rangschikken daarbij de thema's op basis van volwassenheid van het onderzoeksgebied (in volgorde van volwassenheid):
- Servicekwaliteit (zie ook het artikel SERVQUAL-model)
- Consumentengedrag in diensten
- Klanttevredenheid
- Relatiemanagement
- Technologie
- Falen en herstel van dienstverlening
- Internationalisering van dienstverlening

### Relatiemanagement
Ook relatiemanagement is een aandachtsgebied dat nauwer met service marketing dan met de traditionele marketing van goederen verbonden is. De serviceomgeving, zoals het kantoor of plaats waar de dienstverlening plaatsvindt is een derde veel bestudeerd aspect van service marketing. Onderzoek heeft bijvoorbeeld uitgewezen dat consumenten bij afwezigheid van tastbare indicaties van de kwaliteit van de service, zich laten leiden door symbolen in de serviceomgeving.

### Falen en herstel van dienstverlening
Dit onderzoeksgebied besteedt aandacht aan hoe organisaties reageren, nadat er een tekortkoming ten opzichte van de verwachtingen van de consument heeft plaatsgevonden. De gevolgen van dergelijke tekortkomingen worden doorgaans uitgedrukt in de waarschijnlijkheid van negatieve mond-tot-mondreclame, verminderde klanttevredenheid en zelfs wraakgevoelens (voor dat laatste zie onder andere Bougie, Pieters en Zeelenberg.

### Het dienstmoment
Hoewel niet expliciet genoemd door Furrer en Sollberger is het dienstmoment (Engels: service encounter), een belangrijk onderzoeksgebied. Dit omdat een groot deel van de ervaring van de consument op dit moment opgedaan wordt. Zaken als draaiboeken en serviceprotocollen (Engels: service scripts) hangen met dit onderzoeksgebied nauw samen, omdat het een van de methoden is die het management ter beschikking heeft om het dienstmoment vorm te geven.

## Wetenschappelijke publicaties op het gebied van servicemarketing
- Journal of Service Research
- Journal of Services Marketing
- Journal of Service Management (voorheen International Journal of Service Industry Management)
- Journal of Service Theory and Practice (voorheen Managing Service Quality)
- Services Marketing (vanaf maart 2007)
- Service Industries Journal